# Allenella belli
Allenella belli är en snäckart som beskrevs av Tom Iredale 1944. Allenella belli ingår i släktet Allenella och familjen punktsnäckor.

## Underarter
Arten delas in i följande underarter:
- A. b. belli
- A. b. extra